# Bolborhachium triunum
Bolborhachium triunum là một loài bọ cánh cứng trong họ Geotrupidae. Loài này được miêu tả khoa học năm 1919 bởi Lea.